# 王广义

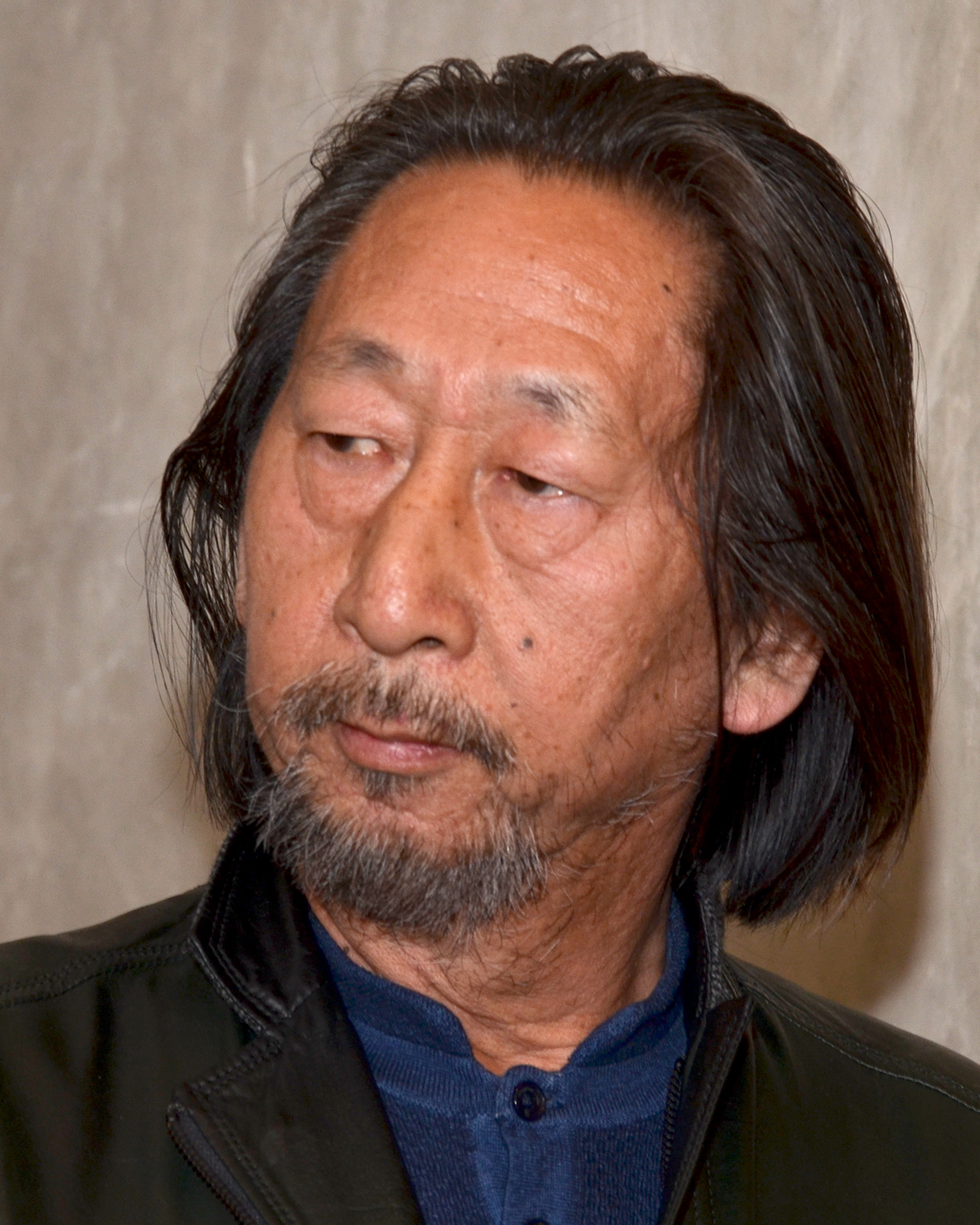

王广义（1957年—）是一位中国艺术家，作为一个起于1980年代的中国“85美术新潮”的主要参与者之一而被广泛熟知。他创作的名为《大批判》的系列作品尤其获得了全世界的关注。尽管王广义的作品一直被错误地和中国政治波普联系在一起；但实际上，他的艺术中的另外一个方面，是和超验性有着其相关性。

## 生平
1957年生于中国黑龙江省哈尔滨市。王广义以中国东北的一个铁路工人儿子的身份经历了文化大革命（1966-1976）。他经历了三年的下乡，而在他的父亲退休之后成为了一名铁路工人。尽管这时暂时没有了上大学的希望，但他却没有从未放弃过这个梦想。在几次失败之后，他成功考入了浙江美术学院，并于1984年毕业和获得油画专业学位。目前居住和工作于中国北京。尽管王广义经历过童年的物质贫乏，但是他总是尽量不谈及金钱与财富相关的话题。王广义用他的《大批判》系列获得了批评家和国际艺术市场的关注，成为了中国当代艺术的标识性人物。

## 大批判
《大批判》系列在学术和市场上的迅速成功，让一些批评家认为他就像他之前的艺术家一样，比如达利和沃霍尔，过于专注于已经获得巨大成功的作品的生产。而事实上，艺术家总在同时就不止一个系列的作品在进行工作，而于2007年他彻底地终止了《大批判》系列作品的创作。

## 主要作品

### 《凝固的北方极地》，1984-1985
王广义早年生活在北方，冬天的景象、寒冷的凝固以及茫茫无边的雪地都是北方地理上的特征，而这些特征被艺术家用来表达一中抽象的理念，因此，在这个系列的中，我们经常看得到自然主义的痕迹。

### 《人类的背部》，1985
《凝固的北方极地》系列作品在外表上是冷酷和荒芜的，这些作品的造型简洁、笔触平滑，用这种方式描绘了对于这个生于中国北方的年轻艺术家而言非常熟悉的寒冬的环境。
而这些以北方极地为图景的绘画作品，在实际上却与地理的特征并无关连，而是作为一个新信仰诞生的地域符号被描绘。“北方极地”是一个个体必须面对自身而非面对社会的地域。在创作这些作品的年代，共产主义代表了中国的信仰和未来，但是王广义所在的北方艺术群体却并未使用辩证唯物主义理论，而是选择了针对对西方的哲学。

### 《后古典》系列，1986-1988
与一开始就确立的信仰基础与思想有关，王广义与他的伙伴对西方古典艺术抱有一种认同。《后古典》系列是从对西方和宗教、道德、信仰以及意识形态相关的伟大作品的综合修正开始的。这些绘画使用了不同的灰色调以及概括的人类造型、没有细节的环境。王广义的目的是构建一种偏离古典艺术的具有详尽阐释的图式，这是一种他用以表达他在阅读了贡布里希之后所形成的观念和个人立场的策略。

### 《大批判》系列，1990-2007
这些作品使用了文化大革命的宣传画图片以及现代西方商品的标志。王广义于1990年开始了这个系列作品的创作，并于2007年结束；此时，他已经完全觉得这系列的成功会对这个系列的作品的原始含义有所损害，也在这个时候，他开始正式将政治性宣传画和商标视为两种洗脑方式。

### 《VISA》，1994
这件装置作品和各个国家政府的控制机制相关，该机制使用不同的身份识别文件和签证来控制个体的行为。在这个装置中，王广义使用了叠放有序的木箱；这些木箱面对观众的一面呈现了在医院监护病房拍摄的一张婴儿的面孔，图片是红色和绿色的。在这些图片上，王广义还用丝网印的方式印上了他的姓名，性别和构思这件作品的时间（1994年１月2日），还有艺术家曾经使用的传呼机的号码。而在其中一些箱子上，印有 “VISA”的字样。

### 《病毒携带者》，1996-1998
在这些系列的绘画中，“护照”“Visa”“病毒携带者”这些文字像印章一样被叠印在狗、婴儿和成年人的图像之上，在上面还书写了姓名、出生第、出生日期和主体性别等注释。这些作品将于过境的行为相关的官僚程序呈现出来，揭示了国家组织在制定它们自身的防御系统的同时也将个体设定为潜在的危险体。
《病毒携带者》系列绘画描绘了狗的图像，上面还绘制了和动物身份证明文件相关的信息，使得这些狗具有了危险的病毒携带者的特征。《Visa》、《护照》和《病毒携带者》这些作品对社会将恐惧作为一种控制系统来进行使用这一事实进行了回应，掩盖了潜在的危险和威胁本身。特别是，王广义察觉到了一种完美的充满相互怀疑和未知的危险的氛围，这曾在冷战时期趋于成熟而遗留至今——尽管它在因强制教育而产生的残酷上有所减弱为。王广义的回应主要针对权力和个体之间的关系，这种关系通过共同的恐惧来维持控制，以便让其自身形成一个堡垒，以对抗未知的危险，而这些危险可能忽然地攻击毫无防备的人们。艺术家主张，通过这些形态的心理压迫，一个不言而喻的契约被用来保护不受新病毒的传染，而作为交换，权力和个体之间的个体的部分自由将被遗弃。

### 《卫生检疫——所有食品都可能是有毒的》，1996
在创作《卫生检疫——所有食物都可能是有毒的》时，王广义重现了一个附近社区的小型超市。在这次重现中，除了包括超市中的一般商品，货架上方还悬挂了21张艺术家从卫生防疫站收集来的宣传图片，这些图片呈现卫生缺乏所可能带来的危险。当旁观者面对这种并置的时候，他们被迫去面对这种不安和恐惧——他们可能曾一度这种不安和恐惧已经伴随冷战的结束而结束。有意思的是，在南方的潮湿天气下展览的时候，里面蔬菜开始腐烂，而土豆、洋葱和番薯则生根和发芽了，这产生了一种另外的视觉景观；这种景观甚至营造了一种美丽的景象，而不是食物变质的“恐怖”。

### 《24小时食物变质的过程》，1997
在《24小时食物变质的过程》中，艺术家呈现了所有食物本身所具有的所谓的24小时的“保质期”。 如果食物被长期存放，这些食物将从被称之为“新鲜”，然后随着时间的推移慢慢发生一些变化。这件作品由十张宣传图片和四个未经密封的有机玻璃器容器组成，防止在这些容器中的，除了一些从市场上买来的蔬菜水果，也有一些塑料袋和瓶子、罐子等杂物。这些食物在放置一段时间之后，逐渐的发生变质并发出难闻的气味。基于展厅环境和观众等因素的考虑，放在玻璃容器中的蔬菜和水果被更换过好几次，所以艺术家所期望的那种呈现食物经由漫长的时间直至腐烂的过程，实际上是被中止了。

### 《基础教育》，2001
《基础教育》是一个对冷战时期工作场景进行再创造的装置作品。这次重构由铁锹、脚手架、工作服、鞋子、手套和宣传画等组成。这个真实的场景意在重新激起一种担忧，而这种担忧是通过再现那种已经被认为完全终结的心理趋向所导致的。

### 《唯物主义者》，2001-2005
《唯物主义者》是一组由12个来自宣传画中的工人、农民和士兵造型所组成的雕塑群。根据王广义的叙述，这些宣传画图片揭示了人民这一主体，他们行为中的愤怒来自于思想中的信仰。通过这些雕塑，艺术家尝试将这些形象塑造为一般的人民。关于辨证唯物主义，“唯物主义者”是特定的进口到中国历史中的词语方式，这个词对社会主义意识形态进行了概括。中国的历史强调，中国人是“彻底的唯物主义者”、“彻底的唯物主义者是无所畏惧的，可以战胜这个世界，可以改变我们国家的人民的命运”。与此同时，艺术家在该作品中也看到了另外的一层含义：在艺术中，一般来讲是把那些带观念色彩的东西称之为‘物体’，这在汉语中“唯物主义者”具有相同的词根。王广义说道：“‘唯物主义者’在这里有一种语言学上的关连性。我想使用‘唯物主义者’来建构一种双重的暗示，以使观者产生双重的文化联想。”

### 《劳动者纪念碑》，2001
《劳动者纪念碑》的最初方案是想在现场翻制20块印有20年来深圳华侨城劳动模范和死劳伤工姓名的水泥预制板，然后罩上有机玻璃，使每块预制板都具有“另类”纪念碑的意义。但在最终展示的《劳动者纪念碑》中，他直接复制和挪用了传统劳动者纪念雕像——《唯物主义者》，通过安置玻璃罩柜，使这种在中国人记忆中十分熟悉的形象产生了一种疏离和异化的视觉效果，并提示人们在一个消费主义的现场重新关注“劳动”和“劳动者”的含义。

### 《冷战美学》，2007-2008
王广义确信国际政治场景仍然受到过去的意识形态和国家之间的政治冲突的影响，比如苏联和中国，王广义在2007年创作了这个系列的作品，通过这些作品，艺术家借以分析冷战时期的宣传画对于心理层面的影响。《冷战美学》是一个由影像、雕塑、20世纪70年代的冷战时期宣传画和由这些宣传画所激发出来的油画作品所组成的装置作品，中国政府通过这些手工绘制出来的图像来指导全体居民在遇到核攻击的时候应该如何作出反应。
里面的场景全部都是关于国家防御系统的，在20世纪70年代以此来指导人民应该在遇到化学战争、核战争、细菌战的时候应该如何保护自己，这是艺术家在儿童时代所参与的训练的回忆。通过对这一事件段的回忆的重建，这个装置邀请观众面对那些年代的事实，使观众重温被冷战时期所塑造的氛围和思想。王广义将这些近代对当下产生影响的事件留给了观众，让他们自己去思考。

### 《温度》，2010-2011
《温度》是一组由40组、共计1920个温度计组成的装置作品。这些温度作为承担多重隐喻的器具，揭示了世界不同区域的当下“温度”。但是这个装置的目的并非要去描述实际的热力学意义上的温度，而是政治气候——当地居民所经历的紧张与缓和——而这是和他们所处的政治和社会环境相关的。

### 《新宗教》，2011
《新宗教》系列是一系列由政治（列宁、斯大林、毛泽东）、宗教（基督）、政治宗教领导人（约翰23世）为主体的布面油画作品，还有那些在思想上仍在对今天产生影响的哲学家（马克思和恩格斯）。王广义将这些图片以负片的方式进行了处理。尽管艺术家在这些作品中使用了传统的油画技法，但是这些图像指涉所提供的歧异直接打破了观众对这些图片的已有观念，因此而打开了这些图片的新的阐释可能性。画布上的那些如印章般的数字以及滴淌下来的颜色提供了同样的作用。通过这个系列的作品，王广义进行了自我提问：处于伟大乌托邦之间的普通人民，人类身上所具有的迷恋，以及为何所有人都需要寻找一个用以安放他们的信仰的形象。

### 《圣物》，2012
《圣物》用600块油毡布在地上叠堆成长立方体的形状（10 x 1.2 x 0.8 米）。这些油毡布隐喻了古代用来书写的卷轴——在古代，会使用尖笔在这些腊片上刻字。对这些油毡布的堆放形成了连续的层叠，提示了通过书写的时间而得到的知识的积累。这些叠放的片成为了世界的图景——在它们的堆叠和混合中，艺术家将生命赋予了这些丰富的杂物。因此，也相应地触及了形而上的界限，在这个界限中，“圣”代表了一个观照和交流的世界，而不是一个充满冲突的世界。

### 《自在之物》，2012
《自在之物》是一个由装满稻谷的麻袋沿着展厅的四周堆叠而成的一个类似漏斗形状的装置作品。这个装置的缘起是王广义年轻时期的记忆；他在下乡的时候曾经在粮库工作过。这些粮袋在这个装置作品中远比它们在粮库中更具有魅力，这超越了《自在之物》里所包含的艺术家年轻时期的提示。
在这个2012年在北京今日美术馆所实施的装置中，由于这些麻袋里所装的谷物可以由他们所散发出来的气味而被知晓。在《自在之物》中，王广义为此给予了一个形态和图景：在经验之外的，是未知——也是因此而被康德称为物自体（noumena）的东西，即自在之物（thing-in-itself）。

## 个展
1994，《王广义个展》  汉雅轩画廊，中国香港
1996，《目击者——王广义个展》  克劳斯-丽特曼文化中心，瑞士巴塞尔
2001，《王广义个展：信仰的面孔》  斯民艺苑，新加坡
2003，《王广义个展》  诺瓦拉画廊，法国巴黎
2004，《王广义个展》  乌斯麦勒画廊，瑞士卢塞恩
2006，《王广义个展》  阿拉里奥画廊，韩国首尔
2007，《王广义个展》  吕佩克画廊，法国巴黎
2008，《视觉政治学：另一个王广义》  何香凝美术馆OCT当代艺术中心，中国深圳
2008，《冷战美学：王广义》  路易斯¬-布罗恩基金会，英国伦敦
2011，《实验报告——关于中国当代艺术的视觉档案：王广义•交互的镜像》  坦克库－重庆当代艺术中心，中国重庆
2012，“‘自在之物’: 乌托邦、波普与个人神学”，今日美术馆，中国北京
2012，王广义：冷战美学（上海浦江华侨城公共艺术计划），浦江华侨城，中国上海

## 相关出版
“我们——’85美术运动的参与者”王广义／文；原载：《中国美术报》；1986.09.08,第36期,总第59期；第1版
《新潮美术家王广义》《中国美术报》，1987.09.28,第39期,总第114期，第1版
“艺术-哲学-文化——论王广义的艺术图式”周彦／文；原载：《美术思潮》；1987,第5期,总21期；P9-12
《中国现代艺术史》吕澎、易丹 著；湖南美术出版社；P160-170
《中国当代美术史——1985-1986》高名潞著；上海人民出版社；1991.10,第1版；P108-113
“王广义和我谈神话与游戏”严善錞／文；原载：《画家》；1991,总15期；P6-9
《当代艺术潮流中的王广义》严善錞、吕澎等著；四川美术出版社；1992.10.第1版
《Flash Art》意大利；1992.01-02,Vol.XXV-N.162
《WANG GUANGYI》Publish by Galerie BELLEFROID ；1993；ISBN2-910-178-00-5
《王广义：东欧风景》香港汉雅轩画廊 Hanart TZ Gallery 出版；1993
《ART and ASIA PACIFIC》 publish in 1993；International Fine Art Expositions；P11-162
《TIME》1993.02.08,第6期,总141期；出版：Elizabeth P. Valk； P46-47
《ART TODAY》[Edward Lucie-Smith 著；1995,第1版；Phaidon Press Limited(英国)；P416-417
《China's Avant-Garde Fiction》封面；Jing Wang 编辑；1998；美国Duke University Press出版社出版
《中国当代艺术史——90年代》吕澎 著；湖南美术出版社；2000；P155-176
“关于社会主义视觉经验”Charles Merewether／文；原载：图像就是力量》；湖南美术出版社；2002.11,第1版；P253-260
《王广义—信仰的面孔》Soobin Art Gallery Pte Ltd, Singapore；2001；ISBN981-04-3920-2
《How the World Views America》（WQ）Woodrow Wilson International Center fo Scholars（美国）；P63
《The American Studies Anthology》(美国)Edited by Richard P. Horwitz：Scholarly Resources Inc 2001,第1版；P234
《Streit Lust-For argument’s sake》(德国) Wolfgang Becker；2001 Autor und Wienand Verlag, Koln；Alle Rechte vorbehalten;ISBN3-87909-749-6；P41
《王广义》Time zone 8 Ltd.出版；2002.08.第1版；ISBN962-86388-7-4
《新中国美术史——1949-2000》邹跃进 著；湖南美术出版社；2002.11,第1版；P294-296
《WangGuangyi：The Legacy of Heroism》Publish by Hanart TZ Gallery, Hong Kong & Enrico Navarra Gallery, France；2004；ISBN988-97403-3-8
纪录片《东方的太阳：王广义》韩国SBS电视台
“王广义访谈录”栗宪庭／文；原载：汪民安主编；《生产（第一辑）》；2004.05,第1版； 广西师范大学出版社；P471-491
《中国现代绘画史——当代之部》李铸晋／万青力 著；2004.07,第1版；P30／P69
《WANG GUANGYI》2006.05.19；Arario Seoul, Korea；ISBN89-956758-9-6 93600
《WANG GUANGYI：ART AND PEOPLE》［2006， fig.2.］四川美术出版社；2006.11.第1版
《Les Art de I'Asie orientale》（东方艺术史） Gabriede Fahr-Becker 著；2006；Konemann 
Verlagsgesellschaft mbH出版； P242／P250
电视专题片《艺术家王广义》凤凰卫视中文台
《WANG GUANGYI》2007.05.18.第1版；ARARIO and GALERIE THADDAEUS ROPAC 出版；ISBN978-89-92262-20-0(93600)
《视觉政治学：另一个王广义》黄专等编辑；岭南美术出版社；2008.09第1版
《WANGGUANGYI：Cold War Aesthetics》2008年第1版；Louise Blouin Foudation 出版（London）
“WANG GUANGYI”Hans Ulrich Obrist;《The China Interviews》； Office for Discourse Engineering；2009 First edition；ISBN978-988-17367-2-7；P254-265
电视专题片《王广义》旅游卫视
《A History of Art in 20th-Century China》by Lv Peng；Printed in July 2010，by arti grafiche BIANCA&VOLTA, Truccazzano, for Edizioni Charta
黄专 等 ．“自在之物”:乌托邦、波普与个人神学 ：岭南美术出版社 ，2012
《中国当代艺术中的政治与神学：论王广义》意大利文版： Ponte Alle Grazie出版社，2013年
《中国当代艺术中的政治与神学：论王广义》英文版：Skira出版社，2013
《中国当代艺术中的政治与神学：论王广义》中文版：中国青年出版社,2014年第1版
《王广义：1985年至2012年的作品以及思想》Demetrio Paparoni著，Skira出版社，2013年第1版